# Interacció Yukawa
En física de partícules, la interacció de Yukawa o acoblament de Yukawa, que rep el nom d'Hideki Yukawa, és una interacció entre partícules segons el potencial de Yukawa. Concretament, es troba entre un camp escalar (o camp pseudoescalar) ϕ i un camp de Dirac ψ del tipus
La interacció Yukawa es va desenvolupar per modelar la força forta entre hadrons. Així, s'utilitza una interacció Yukawa per descriure la força nuclear entre nucleons mediada per pions (que són mesons pseudoescalars).
També s'utilitza una interacció Yukawa al model estàndard per descriure l'acoblament entre el camp de Higgs i els camps de quark i lepton sense massa (és a dir, les partícules fonamentals de fermió). Mitjançant la ruptura de simetria espontània, aquests fermions adquireixen una massa proporcional al valor d'expectativa de buit del camp de Higgs. Aquest acoblament Higgs-fermió va ser descrit per primera vegada per Steven Weinberg el 1967 per modelar masses de leptons.

## Potencial clàssic
Si dos fermions interactuen mitjançant una interacció Yukawa mediada per una partícula de massa Yukawa {\displaystyle \mu }, el potencial entre les dues partícules, conegut com a potencial de Yukawa, serà:
{\displaystyle V(r)=-{\frac {g^{2}}{\,4\pi \,}}\,{\frac {1}{\,r\,}}\,e^{-\mu r}}que és el mateix que un potencial de Coulomb excepte pel signe i el factor exponencial. El signe farà que la interacció sigui atractiva entre totes les partícules (la interacció electromagnètica és repulsiva per a les mateixes partícules de signe de càrrega elèctrica). Això s'explica pel fet que la partícula Yukawa té espín zero i fins i tot l'espín sempre dóna lloc a un potencial atractiu. (És un resultat no trivial de la teoria quàntica de camps que l'intercanvi de bosons d'espín parell com el pió (espín 0, força de Yukawa) o el gravitó (espín 2, gravetat ) dóna lloc a forces sempre atractives, mentre que estranyes. Els bosons d'espin com els gluons (espín 1, interacció forta), el fotó (espín 1, força electromagnètica) o el mesó ro (espín 1, interacció semblant a Yukawa) produeixen una força atractiva entre càrrega oposada i repulsiva entre semblants. carregar). El signe negatiu de l'exponencial dóna a la interacció un rang efectiu finit, de manera que les partícules a grans distàncies gairebé no interactuaran més (les forces d'interacció cauen exponencialment amb l'augment de la separació).
Pel que fa a altres forces, la forma del potencial de Yukawa té una interpretació geomètrica en termes de la imatge de la línia de camp introduïda per Faraday: la part ⁠1/r⁠ resulta de la dilució del flux de la línia de camp a l'espai. La força és proporcional al nombre de línies de camp que creuen una superfície elemental. Com que les línies de camp s'emeten isotròpicament des de la font de força i com que la distància r entre la superfície elemental i la font varia la mida aparent de la superfície (l'angle sòlid) com 1r2⁠, la força també segueix el ⁠1/r2 dependència. Això és equivalent a la part ⁠1/r⁠ del potencial. A més, els mesons intercanviats són inestables i tenen una vida útil finita. La desaparició (desintegració radioactiva) dels mesons provoca una reducció del flux a través de la superfície que resulta en el factor exponencial addicional {\displaystyle ~e^{-\mu r}~}del potencial de Yukawa. Les partícules sense massa com els fotons són estables i, per tant, només produeixen potencials ⁠1/r⁠. (No obstant això, tingueu en compte que altres partícules sense massa, com ara gluons o gravitons, generalment no produeixen potencials ⁠1/r⁠ perquè interactuen entre si, distorsionant el seu patró de camp. Quan aquesta interacció personal és insignificant, com en la gravetat de camp feble (gravitació newtoniana) o per a distàncies molt curtes per a la interacció forta (llibertat asimptòtica), el potencial ⁠1/r⁠ es restaura).

## L'acció
La interacció de Yukawa és una interacció entre un camp escalar (o camp pseudoescalar) ϕ i un camp de Dirac ψ del tipus
L'acció per a un camp de mesó {\displaystyle \phi } interactuant amb un camp barió de Dirac {\displaystyle \psi } és
{\displaystyle S[\phi ,\psi ]=\int \left[\,{\mathcal {L}}_{\mathrm {meson} }(\phi )+{\mathcal {L}}_{\mathrm {Dirac} }(\psi )+{\mathcal {L}}_{\mathrm {Yukawa} }(\phi ,\psi )\,\right]\mathrm {d} ^{n}x}on la integració es realitza sobre n dimensions; per a l'espaitemps quadridimensional típic n = 4, i {\displaystyle \mathrm {d} ^{4}x\equiv \mathrm {d} x_{1}\,\mathrm {d} x_{2}\,\mathrm {d} x_{3}\,\mathrm {d} x_{4}~.}
El mesó lagrangià ve donat per {\displaystyle {\mathcal {L}}_{\mathrm {meson} }(\phi )={\frac {1}{2}}\partial ^{\mu }\phi \;\partial _{\mu }\phi -V(\phi )~.}Aquí, {\displaystyle ~V(\phi )~} és un terme d'autointeracció. Per a un mesó massiu de camp lliure, n'hi hauria {\textstyle ~V(\phi )={\frac {1}{2}}\,\mu ^{2}\,\phi ^{2}~} on {\displaystyle \mu } és la massa del mesó. Per a un camp d'auto-interacció (renormalitzable, polinomial), n'hi haurà {\textstyle V(\phi )={\frac {1}{2}}\,\mu ^{2}\,\phi ^{2}+\lambda \,\phi ^{4}} on λ és una constant d'acoblament. Aquest potencial s'explora amb detall a l'article sobre la interacció quàrtica.
El camp lliure Dirac Lagrangian ve donat per {\displaystyle {\mathcal {L}}_{\mathrm {Dirac} }(\psi )={\bar {\psi }}\,\left(i\,\partial \!\!\!/-m\right)\,\psi }on m és la massa positiva amb valor real del fermió.
El terme d'interacció Yukawa és {\displaystyle {\mathcal {L}}_{\mathrm {Yukawa} }(\phi ,\psi )=-g\,{\bar {\psi }}\,\phi \,\psi }on g és la constant d'acoblament (real) per als mesons escalars i
{\displaystyle {\mathcal {L}}_{\mathrm {Yukawa} }(\phi ,\psi )=-g\,{\bar {\psi }}\,i\,\gamma ^{5}\,\phi \,\psi }per als mesons pseudoescalars. Posant-ho tot junt, es pot escriure l'anterior de manera més explícita com
{\displaystyle S[\phi ,\psi ]=\int \left[{\tfrac {1}{2}}\,\partial ^{\mu }\phi \;\partial _{\mu }\phi -V(\phi )+{\bar {\psi }}\,\left(i\,\partial \!\!\!/-m\right)\,\psi -g\,{\bar {\psi }}\,\phi \,\psi \,\right]\mathrm {d} ^{n}x~.}